# A Drowning Man
A Drowning Man er en dansk kortfilm fra 2017 instrueret af Mahdi Fleifel.

## Handling
Den korte fiktionsfilm fortæller historien om et fortabt menneske i et moderne Athen, alene og langt hjemmefra, der gør sit bedste for at overleve og må indgå de nødvendige kompromiser i en verden, hvor farer lurer.